# Idlewild (musikgrupp)
Idlewild är ett skotskt indieband, bildat 1995 i Edinburgh. Bandet släppte sin debutskiva Hope Is Important 1998.